# Interno a Champoluc
Interno a Chapoluc è un dipinto olio su tela di Cesare Saccaggi, realizzato nel 1925 circa.

## Storia e descrizione
Saccaggi si dedicò ai dipinti di paesaggi e di interni a partire dagli anni venti quando iniziò a viaggiare e a visitare nuove località. Tra i vari dipinti di ambiente montano, Interno a Champoluc (Val d’Aosta) rappresenta una scena ambientata in un quieto interno domestico di una rustica casa di montagna con una giovane madre intenta a fare all’arcolaio con lo sguardo attento sul figlio ed è dipinta con una precisione e ricchezza di dettagli e con una definizione delle figure e delle cose di gusto fiammingo. In particolare l’artista rivela tutta la sua abilità nel rendere la luce che filtra tra le tende della finestra, provocando un effetto di riflessi luminosi sui mobili e sulle stoviglie. L’opera è databile agli anni Venti del '900, nel corso dei quali l’artista soggiornò più volte in Valle d’Aosta, essendo interessato a ritrarre il paesaggio montano. Diversi sono infatti i dipinti che ritraggono paesaggi montani (interni ed esterni), tra cui Courmayeur, Alagna, Champoluc ed altre località.